# Opera Posthuma
La Opera Posthuma (en algunas fuentes escrito en minúscula, Opera posthuma; lit. ‘Obra póstuma’), es un compendio de cinco obras del filósofo neerlandés de origen sefardí Baruch Spinoza, publicado tras su muerte en 1677 por algunos de sus amigos más allegados. Cuatro de estas obras, las filosóficas, son Ethica (el más célebre e influyente de los trabajos de Spinoza), Tractatus Politicus (no debe confundirse con Tractatus theologico-politicus), Tractatus de Intellectus Emendatione y Epistolae (una suerte de libro de cartas que profundizan sobre aspectos de su filosofía). La quinta obra, Compendium Grammatices Linguae Hebraeae, es un ensayo sobre gramática de la lengua hebrea.

## Descripción
La Opera Posthuma está escrita originalmente en latín (con aportes en hebreo evidentemente en el Compendium Grammatices). Spinoza, perseguido tanto en su país natal como en su propia comunidad, la firmó con las siglas BdS, indicio del uso de su nombre en latín (Benedictus de Spinoza). El lugar de publicación indicado en el libro es Hamburgo (Alemania), en lugar de Ámsterdam, por ese mismo motivo, aunque finalmente la obra no sería recopilada hasta nueve meses después de su muerte. Tampoco aparece el nombre verdadero del editor, Jan Rieuwertsz, perteneciente al círculo de Spinoza. Desempeñó un papel destacado en la supervisión y preparación del manuscrito su fiel amigo Jarig Jelles, quien escribió el prefacio anónimo del libro. También se publicó una edición en holandés, traducida del latín por J. H. Glazemaker.
Otra famosa obra póstuma de Spinoza, «Tratado breve sobre Dios, el hombre y su felicidad», un ensayo teológico-político, donde el autor expresa opiniones muy contradictorias a la teología calvinita y críticas al judaísmo practicado por la comunidad judía ortodoxa de Ámsterdam de la época (que le había decretado el Herem), no está incluida en la Opera Posthuma puesto que solo fue descubierta en 1810, para luego ser publicada en dos versiones distintas en neerlandés. Las traducciones a otros idiomas, incluido el castellano, están basadas en estas dos versiones.

### Galería de imágenes

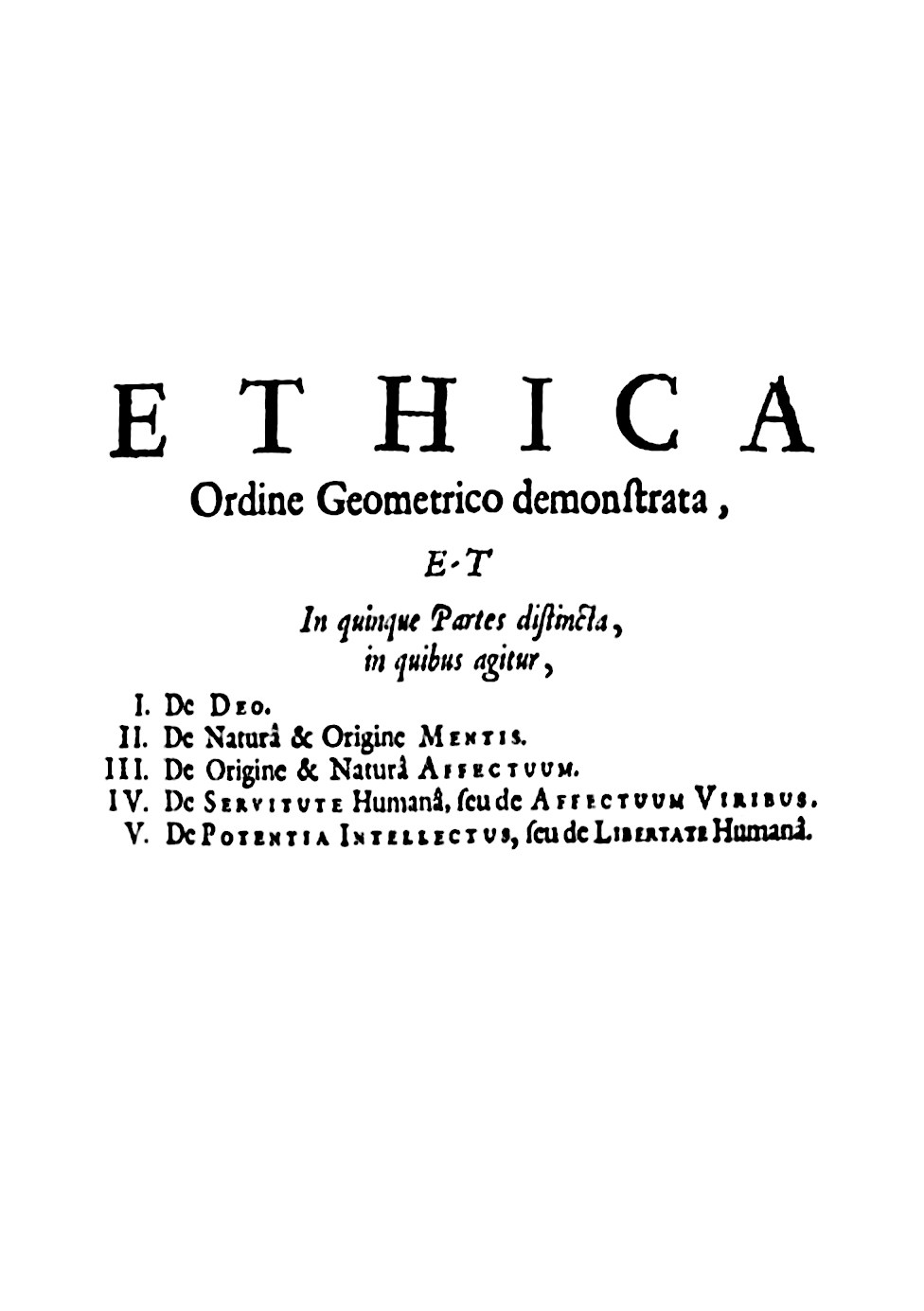
Portada de Ethica (Opera Posthuma)
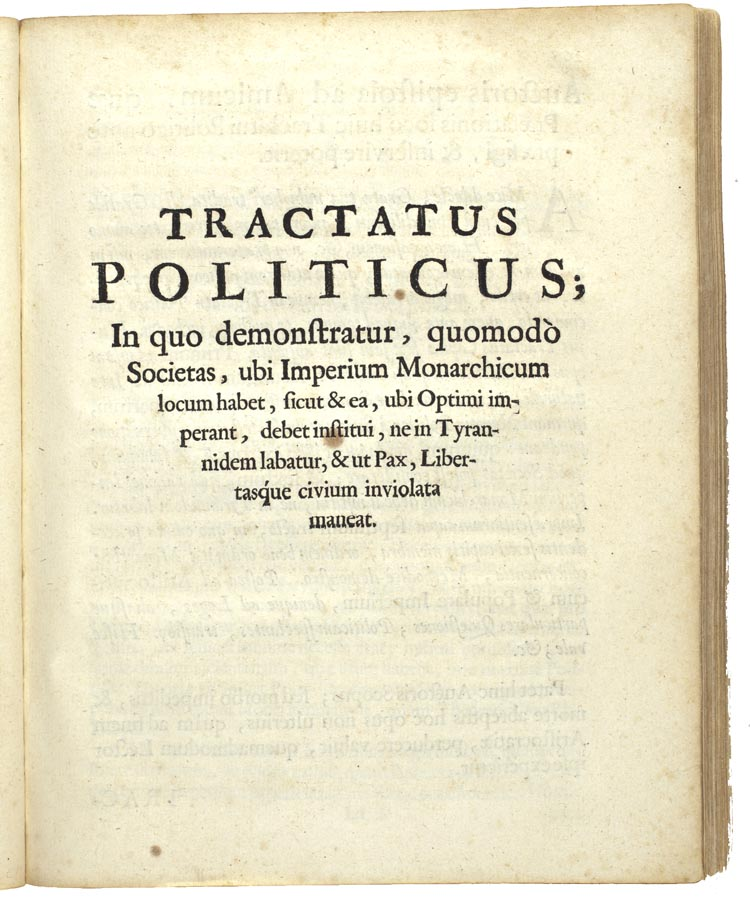
Portada de Tractatus politicus (Opera Posthuma)
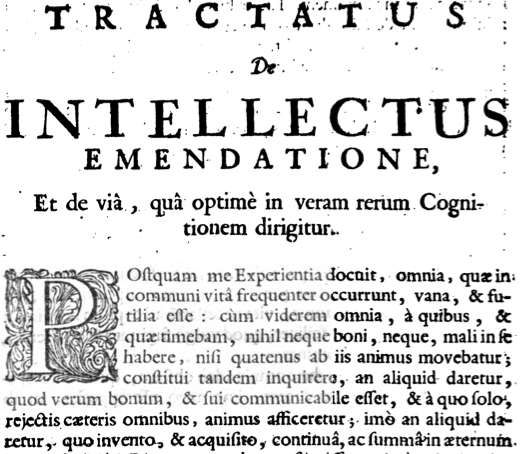
Portada de Tractatus de intellectus emendatione (Opera Posthuma)
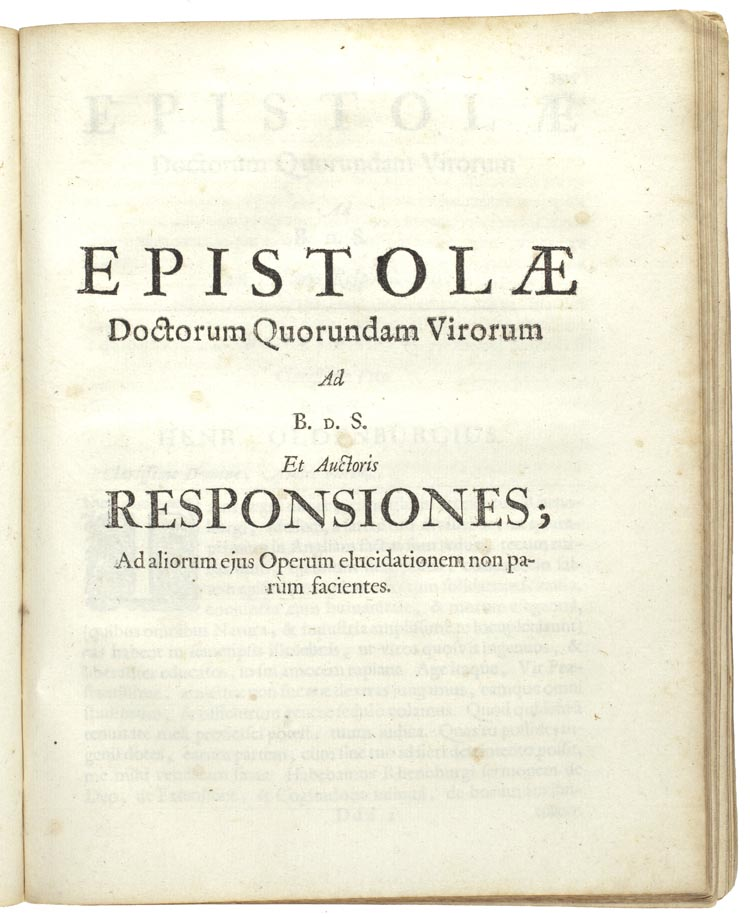
Portada de Epistolae (Opera Posthuma)
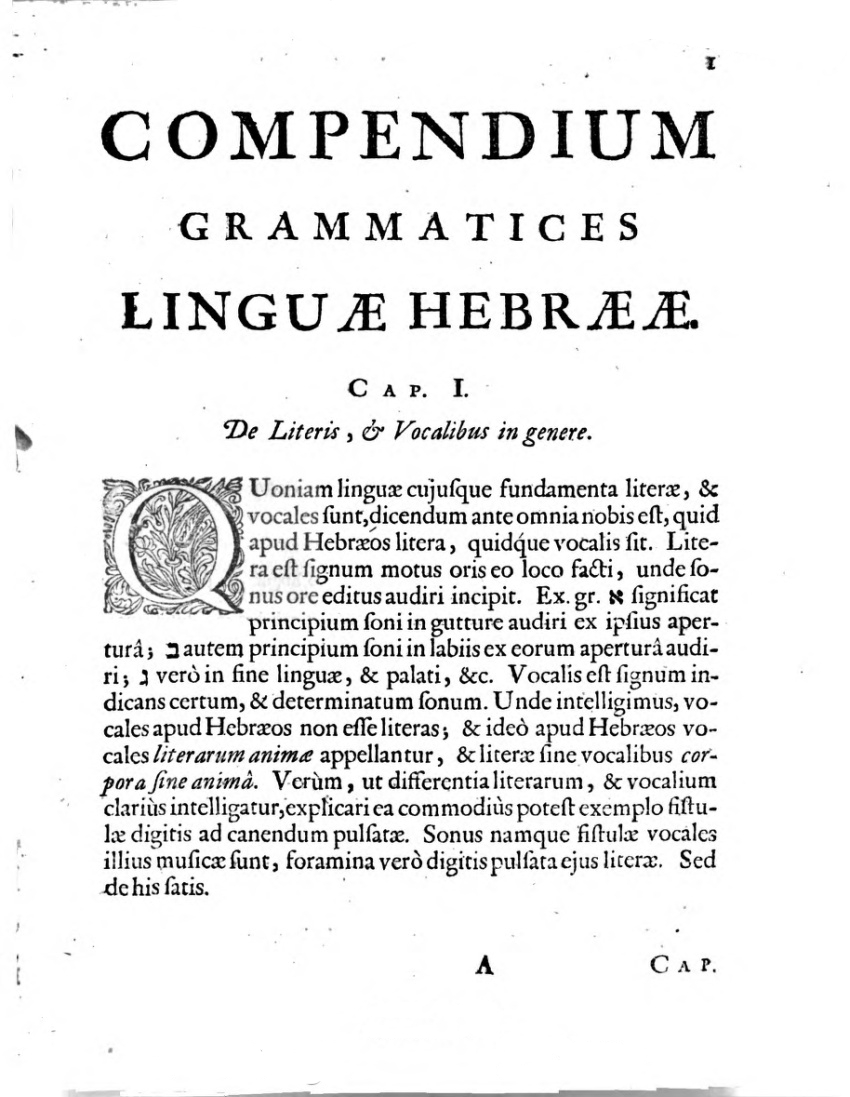
Primera página de Compendium grammatices linguae hebraeae (Opera Posthuma)
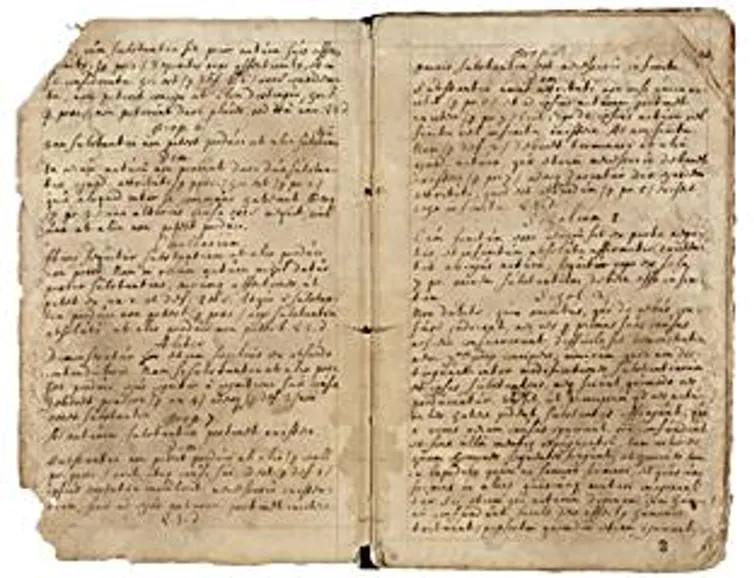
Manuscrito original de Ethica, Biblioteca Vaticana